# Siarhiej Kanoplicz
Siarhiej Michajławicz Kanoplicz (biał. Сяргей Міхайлавіч Канопліч, ros. Сергей Михайлович Коноплич, Siergiej Michajłowicz Konoplicz; ur. 28 marca 1957 w Derbince w rejonie mozyrskim) – białoruski agronom i polityk, w latach 2008–2016 deputowany do Izby Reprezentantów Zgromadzenia Narodowego Republiki Białorusi IV i V kadencji.

## Życiorys
Urodził się 28 marca 1957 roku we wsi Derbinka, w rejonie mozyrskim obwodu homelskiego Białoruskiej SRR, ZSRR. Ukończył Białoruską Państwową Akademię Gospodarstwa Wiejskiego, uzyskując wykształcenie wykwalifikowanego agronoma, a także Akademię Zarządzania przy Prezydencie Republiki Białorusi, uzyskując wykształcenie specjalisty w dziedzinie administracji państwowej. Pracował jako brygadier, główny agronom, zastępca przewodniczącego, przewodniczący kołchozu „Rewolucja” w rejonie jelskim, pierwszy zastępca przewodniczącego – kierownik Urzędu Gospodarki Wiejskiej i Żywności, przewodniczący Jelskiego Rejonowego Komitetu Wykonawczego.
27 października 2008 roku został deputowanym do Izby Reprezentantów Zgromadzenia Narodowego Republiki Białorusi IV kadencji z Poleskiego Okręgu Wyborczego Nr 43. Pełnił w niej funkcję przewodniczącego Stałej Komisji ds. Problemów Katastrofy Czarnobylskiej, Ekologii i Eksploatacji Przyrody. Od 13 listopada 2008 roku był członkiem Narodowej Grupy Republiki Białorusi w Unii Międzyparlamentarnej. 18 października 2012 roku został deputowanym do Izby Reprezentantów V kadencji z tego samego okręgu wyborczego. Pełnił w niej funkcję przewodniczącego Stałej Komisji ds. Ekologii, Eksploatacji Przyrody i Katastrofy Czarnobylskiej. Jego kadencja w Izbie Reprezentantów zakończyła się 11 października 2016 roku.

## Odznaczenia
- Medal „Za Zasługi w Pracy”[1].

## Życie prywatne
Siarhiej Kanoplicz jest żonaty, ma dwoje dzieci.